# Ferdinand Zvonimir Habsburg-Lothringen
Ferdinand Zvonimir Maria Balthus Keith Michael Otto Antal Bahnam Leonhard Habsburg-Lothringen (Salzburg, 21 juni 1997) is een Oostenrijks autocoureur.

## Familie
Ferdinand Zvonimir Habsburg-Lothringen is de zoon van Karl Habsburg-Lotharingen - sinds 2011 hoofd van het voormalige keizerlijke Huis Habsburg-Lotharingen - en Francesca Thyssen-Bornemisza de Kászon. Hij werd op 6 september 1997 in Zagreb door kardinaal Franjo Kuharić gedoopt. Hierbij kreeg hij de traditionele Kroatische naam Zvonimir; een Kroatische koning uit de elfde eeuw.
Habsburg is een Oostenrijks inwoner. Zijn traditionele titels (aartshertog van Oostenrijk, koninklijke prins van Hongarije, Bohemen en Kroatië) worden buiten Oostenrijk en in de genealogische literatuur gebruikt, maar worden niet erkend door de Oostenrijkse overheid. Zijn grootvader Otto van Habsburg-Lotharingen deed afstand van zijn aanspraak op de Oostenrijkse troon.

## Autosportcarrière

### Karting
Habsburg begon zijn autosportcarrière in het karting op veertienjarige leeftijd voor het Oostenrijkse team Speedworld Academy. In 2012 werd hij kampioen in de lagere Oostenrijkse klasse en eindigde hij op de 33e plaats in de Rotax Max Challenge World Finals. In 2013 werd hij zowel Hongaars als Oostenrijks kampioen en eindigde hij als tweede in het Centraal-Europees kampioenschap in de Rotax Junior-klasse. Daarnaast werd hij tiende in de Rotax Max Challenge Grand Finals. In 2014 werd hij opnieuw Oostenrijks kampioen, ditmaal in de Rotax DD2-klasse, en eindigde hij als twaalfde in de Rotax Max Challenge Grand Finals.

### Formule Renault 1.6
In 2014 maakte Habsburg de overstap naar het formuleracing, waarin hij deelnam aan de Formule Renault 1.6 NEC. Hij behaalde drie podiumplaatsen op het Circuit Park Zandvoort en nog één op het TT Circuit Assen, waardoor hij achter Anton de Pasquale, Ralf Aron en Florian Janits vierde werd in de eindstand met 213 punten.

### Toyota Racing Series
In 2015 nam Habsburg deel aan de Toyota Racing Series in Nieuw-Zeeland voor het team Victory Motor Racing. Hij stond op het podium op de Powerbuilt Raceway en op Hampton Downs Motorsport Park en eindigde zo op de twaalfde plaats met 490 punten.
In 2016 keerde Habsburg terug naar de Toyota Racing Series, maar stapte over naar het team Giles Motorsport. Hij won de eerste race van het seizoen op de Powerbuilt Raceway en voegde hier op de Manfeild Autocourse een tweede overwinning aan toe. Met 727 punten eindigde hij achter Lando Norris, Jehan Daruvala en Brendon Leitch als vierde in de eindstand.
In 2017 rijdt Habsburg opnieuw in de Toyota Racing Series, nu voor het team M2 Competition.

### Formule Renault 2.0
In 2015 maakte Habsburg de overstap naar de Formule Renault 2.0 NEC, waarin hij uitkwam voor het team Fortec Motorsports. Hij kende een moeilijk jaar waarin een vijfde plaats op de Red Bull Ring zijn beste resultaat was alvorens hij de klasse verliet met twee raceweekenden te gaan. Daarnaast reed hij dat jaar als gastcoureur in zowel de Eurocup Formule Renault 2.0 als de Formule Renault 2.0 Alps voor Fortec, met een vierde plaats op het Autodromo Nazionale Monza in de Alps als beste resultaat. Door zijn status als gastrijder kwam hij echter niet in aanmerking voor punten voor het kampioenschap.

### Formule 3
Aan het eind van 2015 maakte Habsburg zijn debuut in de Euroformula Open als gastcoureur voor het team Drivex School tijdens het laatste raceweekend op het Circuit de Barcelona-Catalunya, waarin hij de races op de tiende en de vierde plaats eindigde.
In 2016 maakte Habsburg de fulltime overstap naar de Euroformula Open voor het team van Drivex School. Hij won twee races op het Circuit Paul Ricard en het Circuit de Barcelona-Catalunya en stond in nog tien andere races op het podium. Hierdoor werd hij achter Leonardo Pulcini tweede in het klassement met 247 punten. In het rookiekampioenschap won hij tien races en werd hierdoor op overtuigende wijze kampioen met 140 punten. Aan het eind van het jaar maakte hij voor Fortec Motorsports zijn debuut in de Grand Prix van Macau, waarin hij in de zesde ronde de race moest staken.
In 2017 maakt Habsburg zijn debuut in het Europees Formule 3-kampioenschap voor het team Carlin.

## Onderscheidingen
- Oostenrijk: Orde van het Gulden Vlies
- Oostenrijk: Orde van Maria Theresia
- Oostenrijk: Orde van de Heilige Joris in Karinthië